# La Élite
La Élite est un groupe espagnol de synthpunk, originaire de Catalogne.

## Histoire
Le groupe est formé en 2016 à Tàrrega par David Burgués (alias Diosito) et Nil Roig (alias Yung Prado). Le groupe joue de la musique électronique au clavier avec des rythmes énergiques et des paroles acides sur les aventures de gangsters,.
En 2024, La Élite sort Escaleras al cielo, son deuxième album studio, cette fois auto-édité avec son tout nouveau label, qui avait été précédé par les singles Gran noche, Cucaracha sexy, Vida de 1€ et Plan de mierda, et qu'ils présentent à la Sala Apolo le 24 mai. Fin octobre de la même année, le groupe sort un deuxième album, Directos al infierno, un album de douze chansons qui reprend sa dynamique musicale plus brute et viscérale avec des paroles pleines d'éclats et d'ironie.

## Discographie
- 2016 : 12 Latas E.P.
- 2019 : Sorry Not Sorry (EP)[7]
- 2022 : Nuevo punk (Montgrí)[8]
- 2024 : Escaleras al cielo (Discos Gele)[9]
- 2024 : Directos al infierno (Discos Gele)